# Abadia dos Dourados

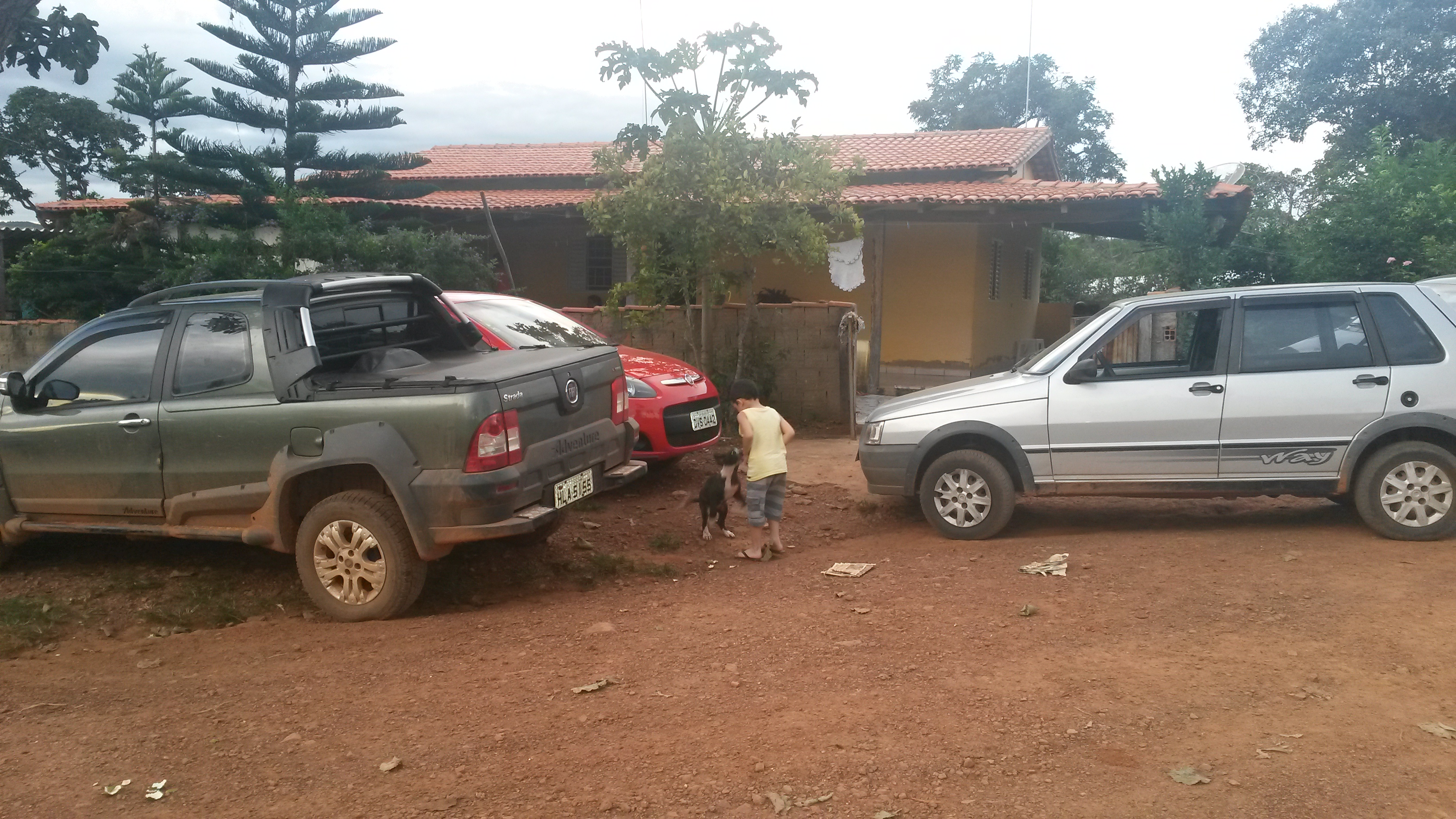

Abadia dos Dourados est une municipalité brésilienne de l'État du Minas Gerais et la microrégion de Patrocínio.